# Ivalojoki
La rivière Ivalo (finnois : Ivalojoki ; same d'Inari : Avveeljuuhâ ; same du Nord : Avviljohka) est une rivière sinueuse finlandaise s'écoulant sur 184 km en Laponie. Son nom provient de la principale ville qu'elle traverse : Ivalo. Elle est parfois surnommée la rivière d'or. En finnois, Ivalojoki signifie littéralement : rivière Ivalo,.

## Géographie et Géologie
L'Ivalojoki prend sa source à la frontière des communes d'Inari et d'Enontekiö, dans une vaste zone de marais à une dizaine de kilomètres au sud de la Norvège, au nord de la montagne Korsatunturi (fi). Après plus de 180 km, en traversant qu'un village (Ivalon-Matti) et une petite ville (Ivalo), elle se déverse dans le lac Inari : Inarijärvi.
Souvent peu profonde et pleine de rochers, elle se fraye un passage au milieu des montagnes (tunturi) en traversant les milieux boisés du parc national de Lemmenjoki et de la zone sauvage de Hammastunturi. Sont recensés les biomes de marais, de forêts boréales de conifères et de forêts de bouleaux de montagne subarctique.

### Géologie
Le substrat rocheux de granulite précambrien sur lequel s'écoule l'Ivalojoki s'est formé il y a environ 1 900 millions d'années. « Le type de roche le plus courant trouvé dans le substrat rocheux est le gneiss quartzo-feldspathique, de couleur rose et grise et contenant du grenat, un minéral rouge foncé distinctif ». Quartz et or se sont formés, au fur et à mesure des millions d'années, lors de la cristallisation du substrat rocheux. Le long de la rivière, au total, au moins 13 lieux sont cités d’intérêt pour la géoconservation et le géotourisme.

#### Les glaciers
Au cours des 2,5 derniers millions d'années, toute cette région de Laponie a été plusieurs fois alternativement recouverte par les calottes glaciaires continentales. La zone a été définitivement dégelée il y a environ 10 500 ans.
Lors de la fonte des glaciers, le flux d'eau était tellement important que des canyons se sont creusés formant le lit de l'Ivalojoki. Indice du débit d'eau imposant, à Kultala, à même dans la roche des trous arrondis sont creusés, imitant des petits bassins quand l’eau s’accumule. Ces cavités dans la roche polie (appelées potholes (en) en anglais) ont été formées à la suite d’un écoulement tourbillonnaire sous la pression des eaux de fonte sous-glaciaires.

#### L'érosion

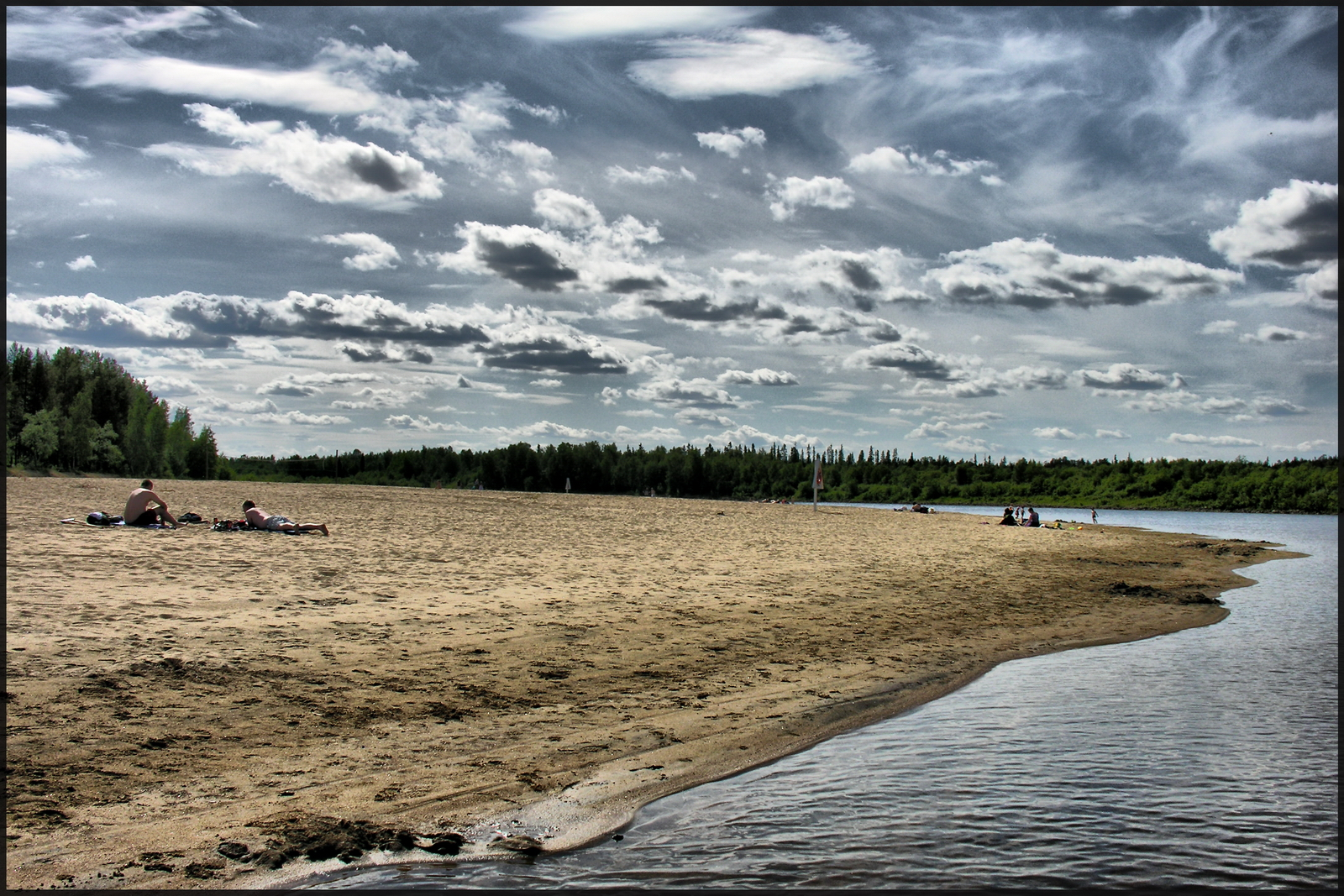
Plage le long de la rivière, à l'approche d'Ivalo

La rivière est parsemée de rochers, autres indices d'importants débits, formant un véritable circuit avec une trajectoire à prendre dans certains rapides. Sur les rivages, tandis qu'à des endroits plus calmes sable et or se sont déposés (des formations sédimentaires appelées placers), à d'autres endroits des eskers se sont formés, parfois très pentus et s'élevant jusqu'à 25 mètres de haut. Ces derniers reflètent, encore une fois, le flux d’eau imposant lors de la fonte des glaciers, en ayant repoussé toute la matière qui s'y oppose vers l'extérieur.

### Rivière touristique
En plus du paysage sauvage, la rivière compte près de 40 rapides répertoriés de classe I à III, attirant les amateurs de canoë-kayak et de rafting. La rivière en elle-même est un lieu touristique pour y faire tout un périple sur plusieurs jours. Quelques huttes et cabanes existent tout du long pour bivouaquer. Elles sont souvent d'anciens lieux liés à la ruée vers l'or finlandaise de la fin du XIXe siècle. 

### Rivière sauvage
Le rivière d’Ivalo reste malgré tout une rivière sauvage, avec en plus une météo très changeante. Les grandes variations du niveau de l’eau sont habituelles, jusqu’à de majeures inondations. La fonte des neiges et des glaces font que les niveaux records sont souvent atteints mi-mai, provoquant parfois des inondations comme en 1966, 1968, 1981, 1993, 2000 et 2005. 

## Hydronymie et Hydrographie

### Tronçon Source – Ivalon Matti

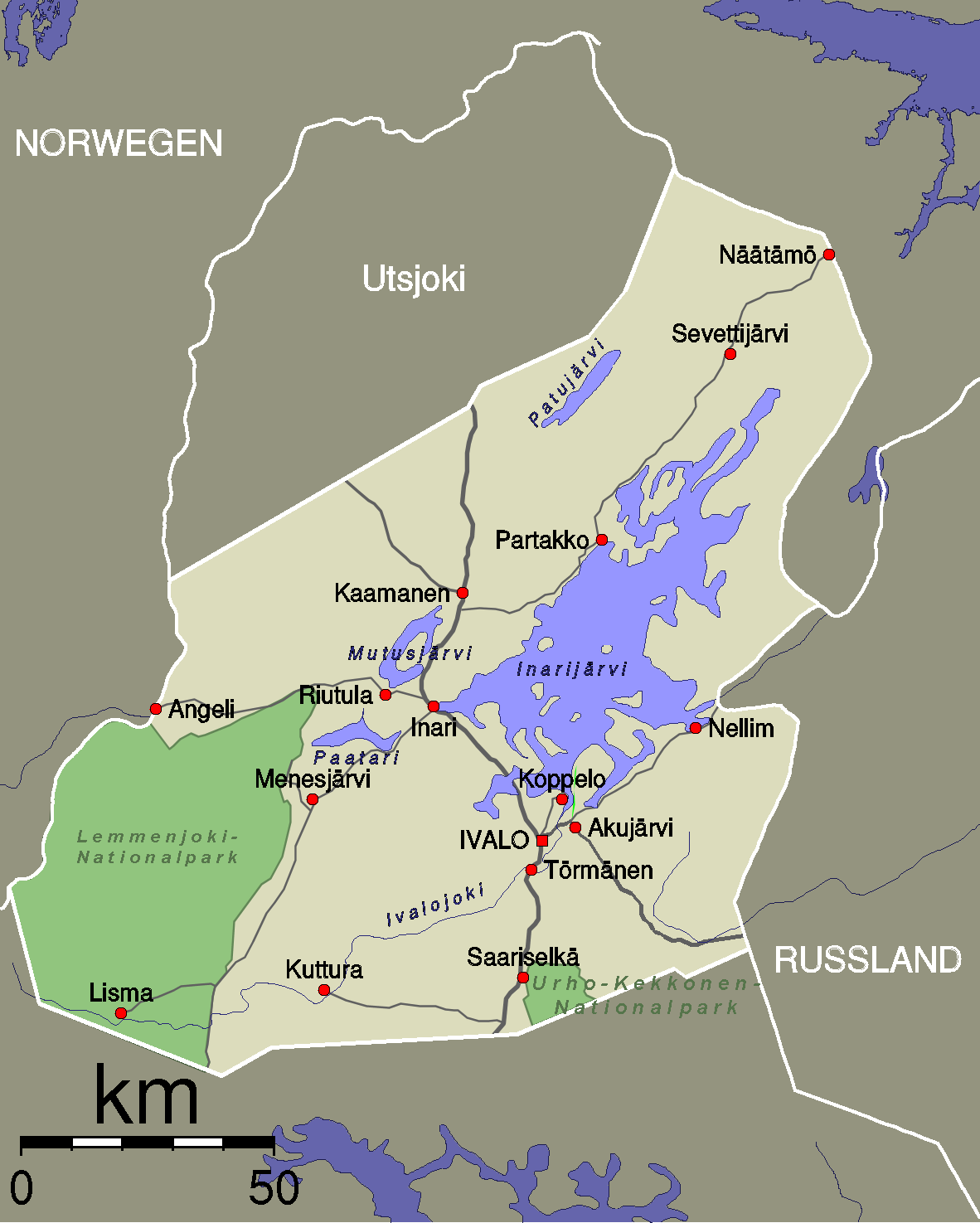
La commune d'Inari. Tout au sud-ouest Lisma est noté. Le tracé formant la rivière Ivalo est aussi tracé.

#### Source
Depuis les pentes du Peltotunturi, montagne faisant frontière avec la Norvège, le ruisseau principal s'écoule pour contourner l'Avisuoratunturi en descendant vers le sud. De ces divers tunturis, plusieurs ruisseaux se rejoignent dans une vaste zone de marais au nord de la montagne Korsatunturi (fi) au relief plus imposant de 468 mètres de haut. À partir de là, la rivière est clairement référencée comme Ivalojoki sur toutes les cartes. Elle s'écoule ensuite vers le sud-est, en passant à 1 km au sud du petit village isolé de Lisma (en).

#### Ivalon-Matti
L'Ivalojoki continue de s'écouler vers le sud-est jusqu'à passer sous un pont : la route n°955 rejoignant Inari la ville principale de la commune du même nom. Ce n'est qu'ensuite qu'elle change de direction pour remonter petit à petit vers le nord-est. En contournant le léger relief du Kulpakkopalo, la rivière rencontre alors le village d'Ivalon Matti.

Ivalon Matti est le village le plus amont au bord de la rivière. Accessible par la route, c'est de là que la plupart des amateurs de canoë-kayak démarrent pour descendre la rivière. Pour remonter la rivière vers sa source, il faut remonter la rivière au milieu des marais du parc national de Lemmenjoki sur près de 70 km.

##### Hydronymie
- En finnois, le suffixe -oja signifie « ruisseau »
- En finnois, le suffixe -joki signifie « rivière »
- En finnois, le suffixe -köngäs signifie « chute d'eau »
- En finnois, le suffixe -niva signifie « fort débit d'eau »
- En finnois, le suffixe -koski signifie « rapides »
- En finnois, le suffixe -suvanto fait référence à des eaux calmes voire stagnantes, une piscine, un marigot

### Tronçon Ivalon Matti ‒ Kuttura

#### 13km: Ivalon Matti - Hirvijärämä
Quelques mètres avant de passer le long d'Ivalon Matti, la rivière rencontre le ruisseau Kulpakko-oja sur sa rive gauche au niveau d'un rétrécissement accélérant le flux d'eau : Pikkuniva, du finnois littéralement « petite zone à fort débit ».
Après, Ivalon Matti, la large rivière calme et accueillante continue son chemin pendant 1 km tout droit vers le nord-est : Kotisuvanto. Puis elle tourne à droite pour davantage se diriger vers l'est sur un zigzag d'accélération, appelée par défaut Alaniva (littéralement « zone à fort débit »), descendant sur un élargissement plus calme : Paltsasuvanto. La rivière se rétrécit ensuite à un endroit appelé Sormusniva croisant le petit cours d'eau Sormuskorva sur sa droite, avant de tourner à gauche sur une zone linéaire, Hirvijärämä, premier lieu conseillé de bivouac. Tout au bout le ruisseau Fatioja arrive de la gauche.

#### 20km: Hirvijärämä - Mukkakoski
Sur cette section, la rivière ne cesse d'alterner entre larges eaux calmes et étroits rapides. Dès le premier virage à droite arrivent les rapides de Sormuskorvat descendant sur les eaux calmes de Tolppasuvanto. Plus loin, la rivière contourne la montagne Honkavaara en prenant des virages quasiment à angle droit. Durant cette section de contournement de montagne, elle croise les affluents :
- en amont : Iso Sormusoja (ou Sormuskorva) de la rive droite
- un des affluents principaux : Repojoki de la rive gauche
- le plus anecdotique ruisseau : Honkaoja de la rive droite
- en aval : Karvajoki de la rive gauche

#### 11km: Mukkakoski - Kuttura

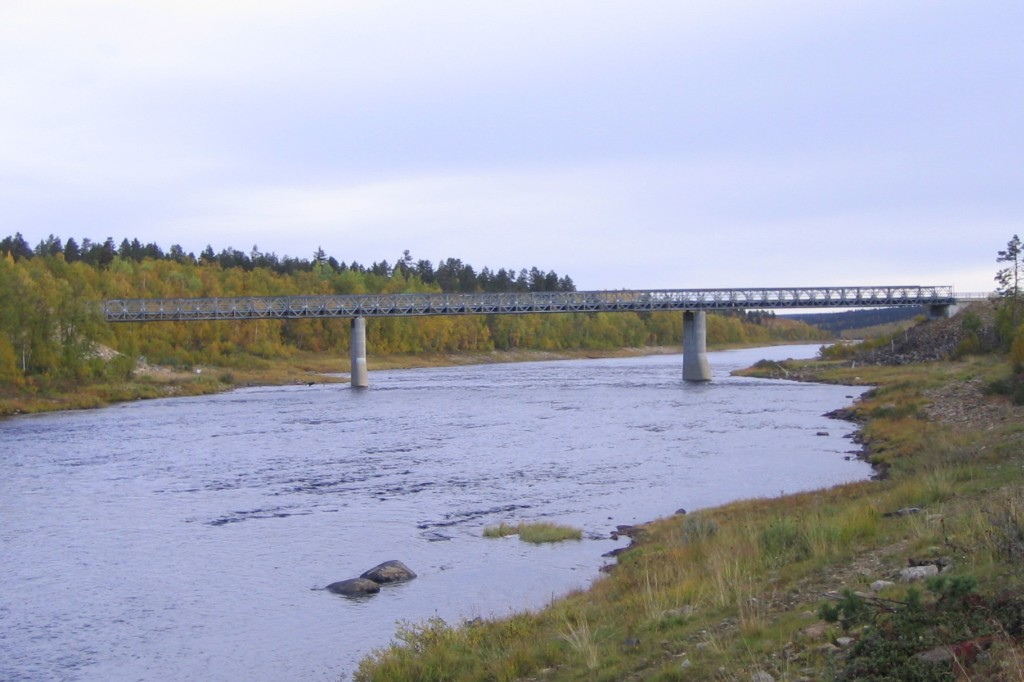
Pont de Kuttura

Cette section se compose d'abord d'une si longue zone calme linéaire de 7 km, Harriniva et Hirvisuvanto (où le Tupaoja se déverse), que les personnes descendant la rivière ont l'impression qu'au bout de la ligne droite, elle se termine. En réalité, c'est un virage à angle droit tourant sur la gauche. Ici, la rivière croise le chemin de deux affluents sur sa rive droite : Pikku Rullajoki et Kivijoki. Le virage donne sur un tronçon de faible profondeur avec un plus fort débit jusqu'à l'embouchure avec le Taimenjoki arrivant de sa rive gauche. Kuttura (en) se situe à un peu plus de 1 km de cette embouchure.
Kuttura est un tout petit village relié par qu'une seule route (la 9694) : celle qui passe au dessus de l'Ivalojoki. Cela forme un pont bétonné qui détonne avec le milieu sauvage et isolé. Une construction qui, a priori, a été critiquée et est toujours critique.

### Tronçon Kuttura ‒ Ivalo

#### 17km: Kuttura - Kultula
Ce tronçon de canyons concentre la plupart des rapides. Auparavant, tout cet enchaînement de rapides était appelée d'un seul nom, Porttikoski, avant que la quasi-totalité des rapides prenne le nom d'une personne, d'une usine ou d'événement historique en lien avec la ruée vers l'or de la fin du XIXe siècle. Kultula dite « station de la couronne » a été des quartiers – voire un village tout entier avec sa police et sa boulangerie – construit exprès pour l'occasion pour les chercheurs d'or de l'époque. Sur les quelques maisons aménagées restantes, Kultula est devenu un lieu historique, un musée et un lieu pour bivouaquer. Une passerelle a été ajoutée pour traverser la rivière les pieds au sec.

#### 53km: Kultula - Ivalo
Le grande section de rapides continue. Plusieurs ruisseaux et rivières affluent, dont seuls ici sont notés les principaux.
L'imposant zigzag des rapides de Tolokoski, référencés de classe III, terminent cette section de rapides au milieu des canyons. La rivière rencontre ensuite de sa gauche l'affluent Tolosjoki, pour ensuite passer devant le lieu-dit de Tolonen et continuer sa route vers le nord-est : Saarisuvanto, Lappispola. Peu après Lappispola, la rivière dessine une chicane d'un gauche – droite. Ici se situe une station d'observation de l'Ivalojoki dont les données sont continuellement étudiées et publiées : : Site de la station d'observation.

La fin de cette chicane se termine par les rapides de Pajakoski (sur 650 m) puis Alakoski (sur 700 m), dernières réelles difficultés du périple. Le reste du cours d'eau est calme. Après avoir longé l'aéroport d'Ivalo, le cours d'eau dessine des méandres plus prononcés, déposant des couches de sables qui forment alors des plages.

Section de la rivière près d'Ivalo
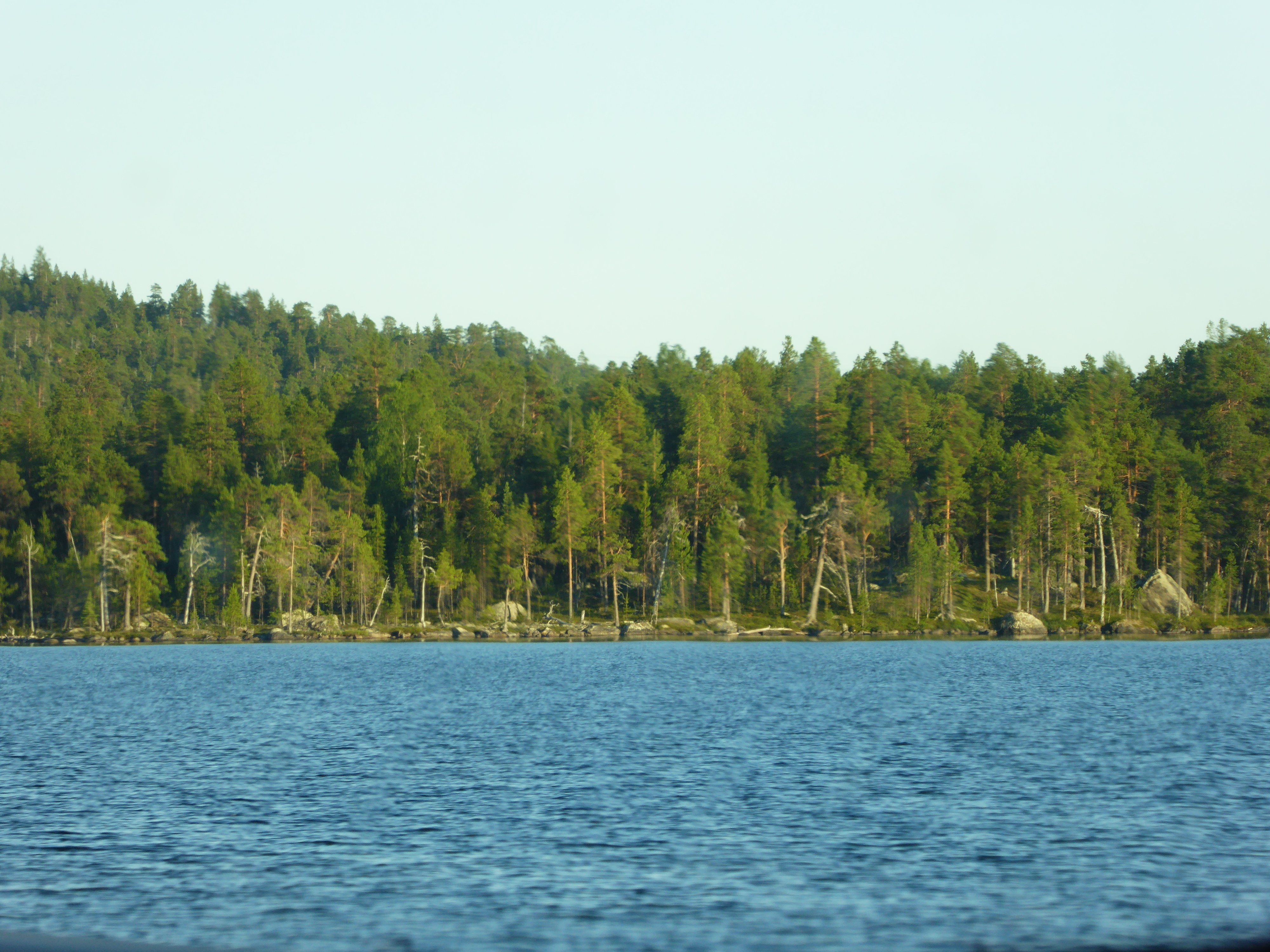
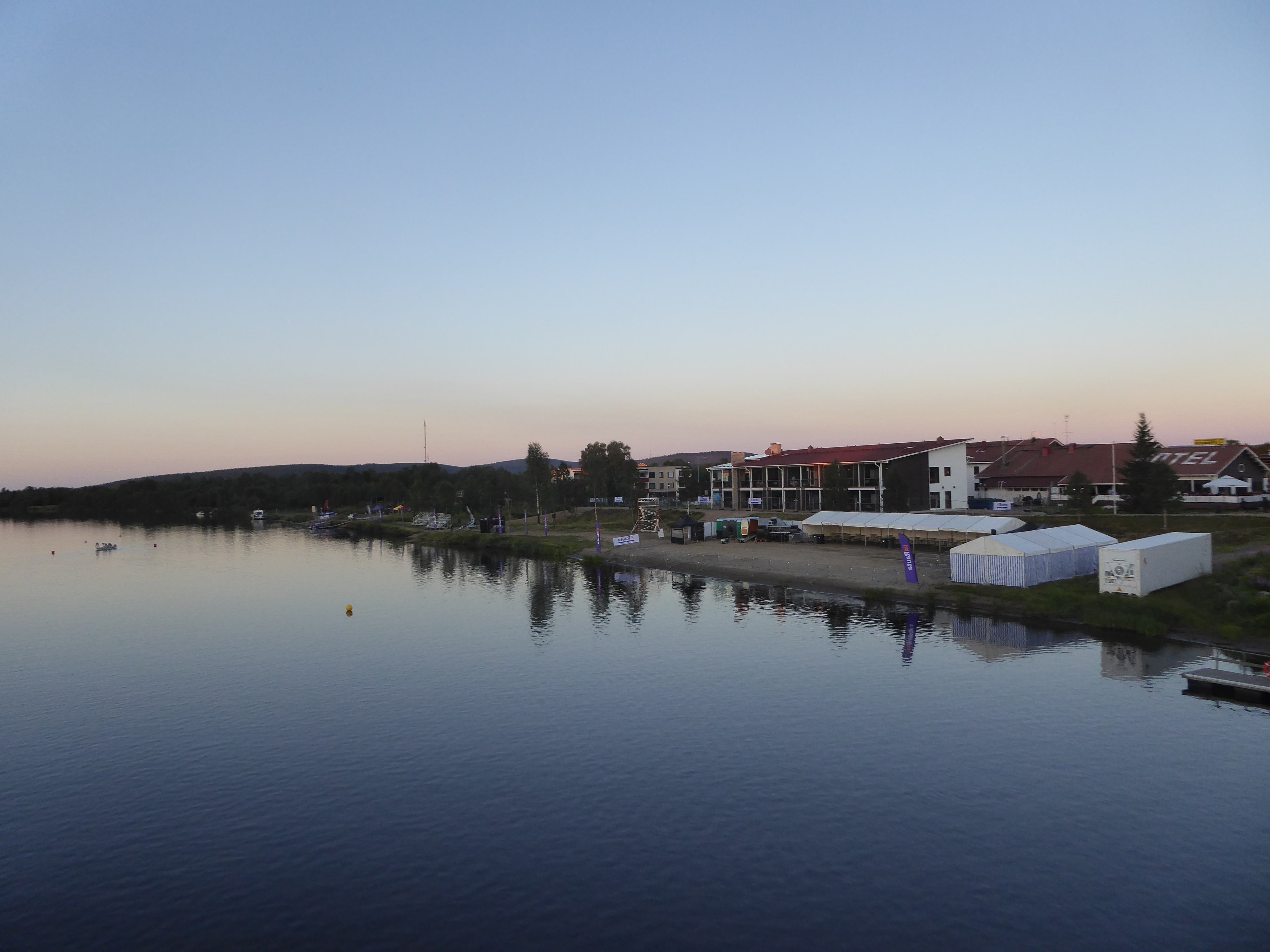
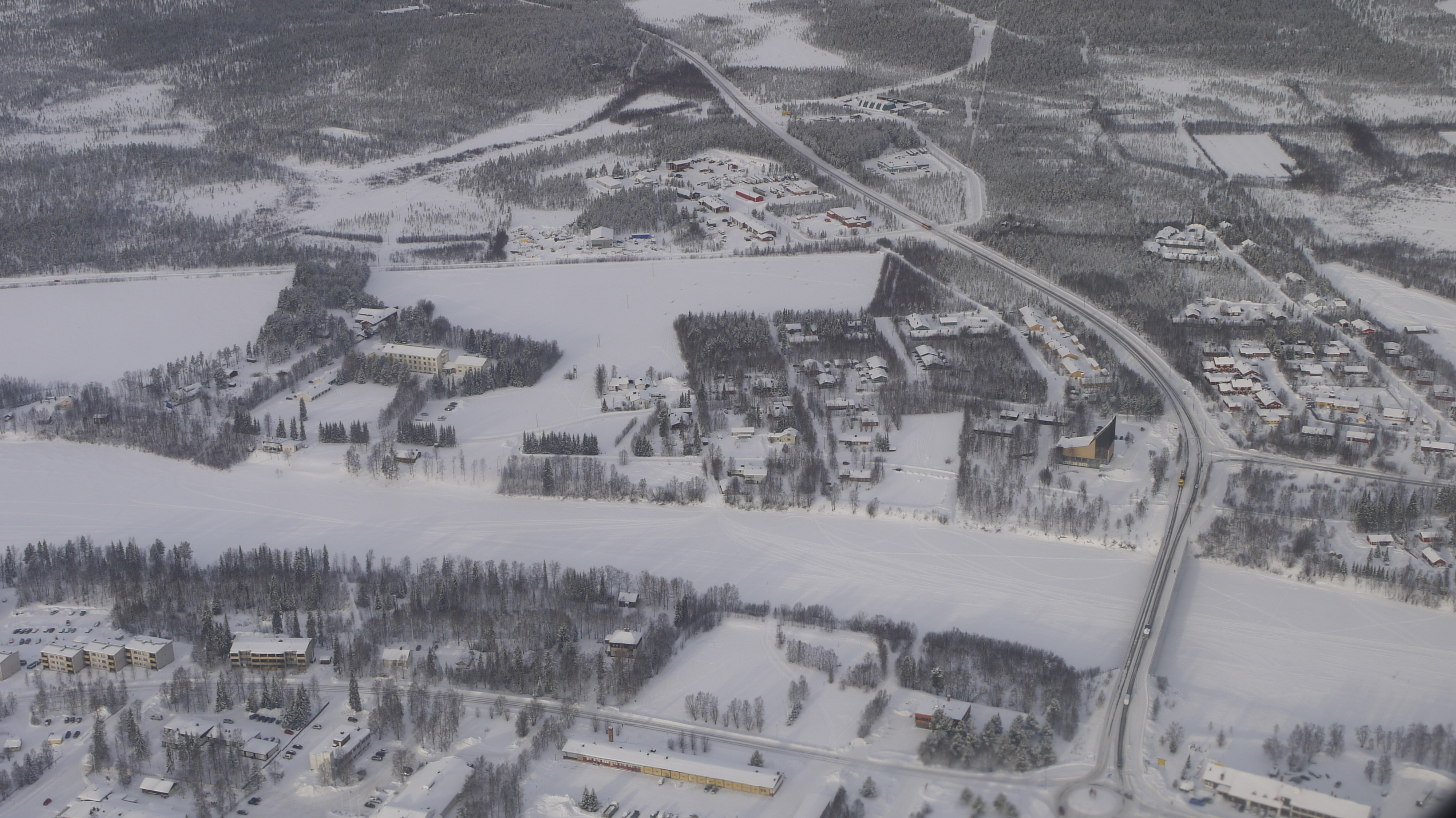
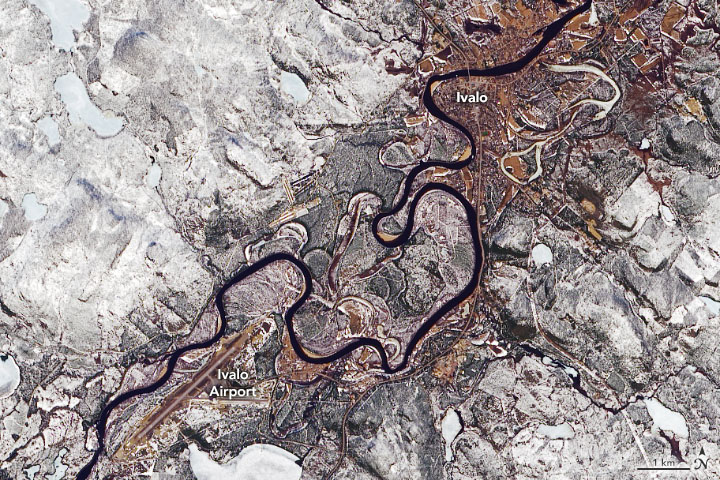

### Tronçon Ivalo ‒ lac Inarijärvi
Section bien plus calme d'au moins 15 km, comprenant des plages souvent privées, débouche sur un large delta vers le lac d'Inari.

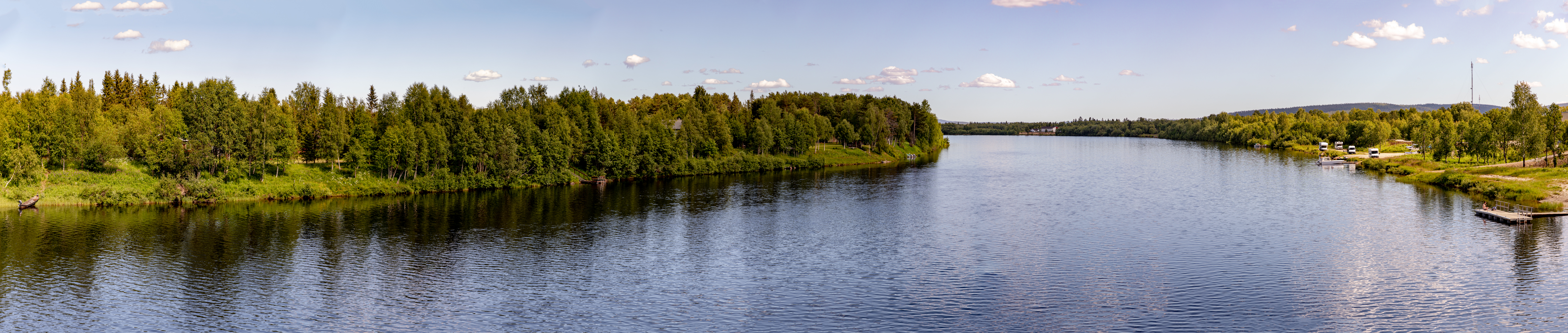
Panorama, à Ivalo en été, de la rivière d'Ivalo : Ivalojoki

## Hydrologie
« Le niveau de l'eau est le plus élevé et le débit est fort à la fin du mois de mai à juin » dû notamment à la fonte des neiges, écrit le Centre des parcs nationaux finlandais. Si au printemps, un record pluviométrique s’additionne à cette fonte des neiges habituelle, c’est l’inondation : celle de 1981. Si en plus, il y a record de températures élevées, les pires conditions sont réunies : le cas de l'inondation de 2005. Cette année là, la rivière débitait au rythme de 1 043 m3/s. Les dommages se sont élevés à plus de 500 000 euros.

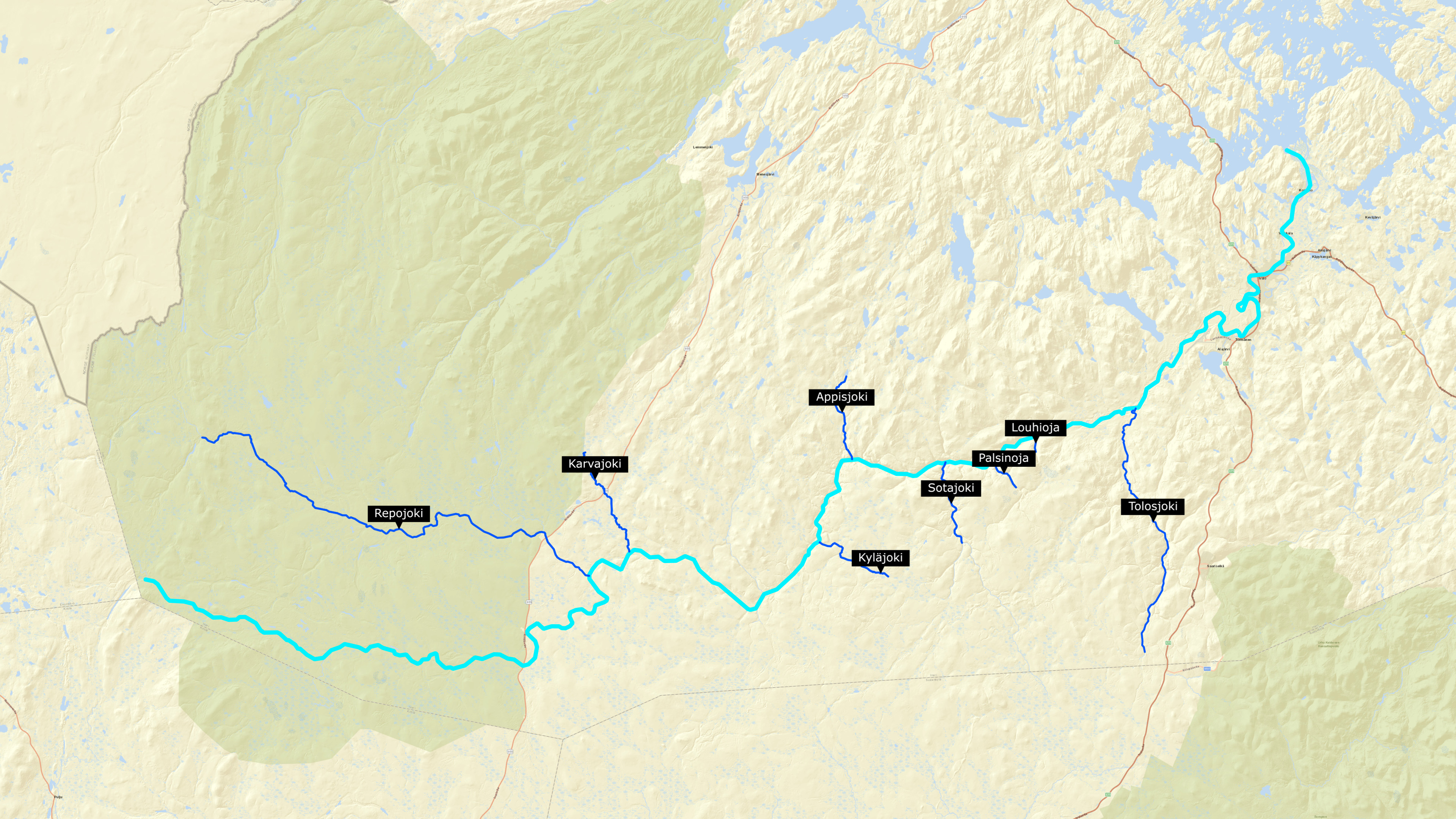
Carte de l'Ivalojoki et ses quelques principaux affluents

Ses énormes variations au cours d'une même année font que parler d'un débit moyen annuel est loin d'être représentatif : 39 m3/s selon des données de 2016. Les caractéristiques de la rivière (débit, niveau d'eau, etc.) sont continuellement mesurés par une station installée peu après le lieu-dit Lappispola, quasiment 30 km en amont d'Ivalo. Les données sont consultables en ligne : Site de la station d'observation.
La moitié de l'année, l'hiver étalé de novembre à mai, la rivière est normalement gelée et devient une voie de circulation notamment pour motoneiges et chiens de traîneau. 

## Écologie
La pêche à la mouche y est possible, avec une licence et l'autorisation de la Metsähallitus (du finnois : direction des forêts ou centre des parcs nationaux). Truites, et ombres sont présents en plus grande proportion. Plus ponctuellement corégones et brochets. Après une disparition d'une espèce de saumon par cause humaine, une tentative vaine de sa réintroduction a été réalisée en 2001.
L'imposant delta vers le lac Inari est un repère pour de nombreuses espèces d'oiseaux.

## Histoire

### Ruée vers l'or en Laponie(en)

#### Les débuts de la ruée
En 1868 un groupe d'expédition est envoyé en Laponie par le gouvernement pour confirmer ou non la présence d'or. Elle fait suite à des découvertes d'or tout au nord de la Laponie en Norvège. L’objectif était de trouver des ressources pour stopper une famine qui dure depuis deux ans au grand-duché de Finlande, indépendant au sein de l’empire russe.
L'ingénieur Conrad Lihr (fi) a dirigé cette expédition. Il est connu pour être celui qui a découvert la présence d'or aux bords de la rivière d'Ivalo, en Septembre 1868. Très vite, et approuvé par Alexandre II, la Finlande s'organise pour exploiter ses mines d'or. Dès la légalisation de l'activité en 1870, 500 personnes s'improvisent chercheurs d'or dès le premier été.

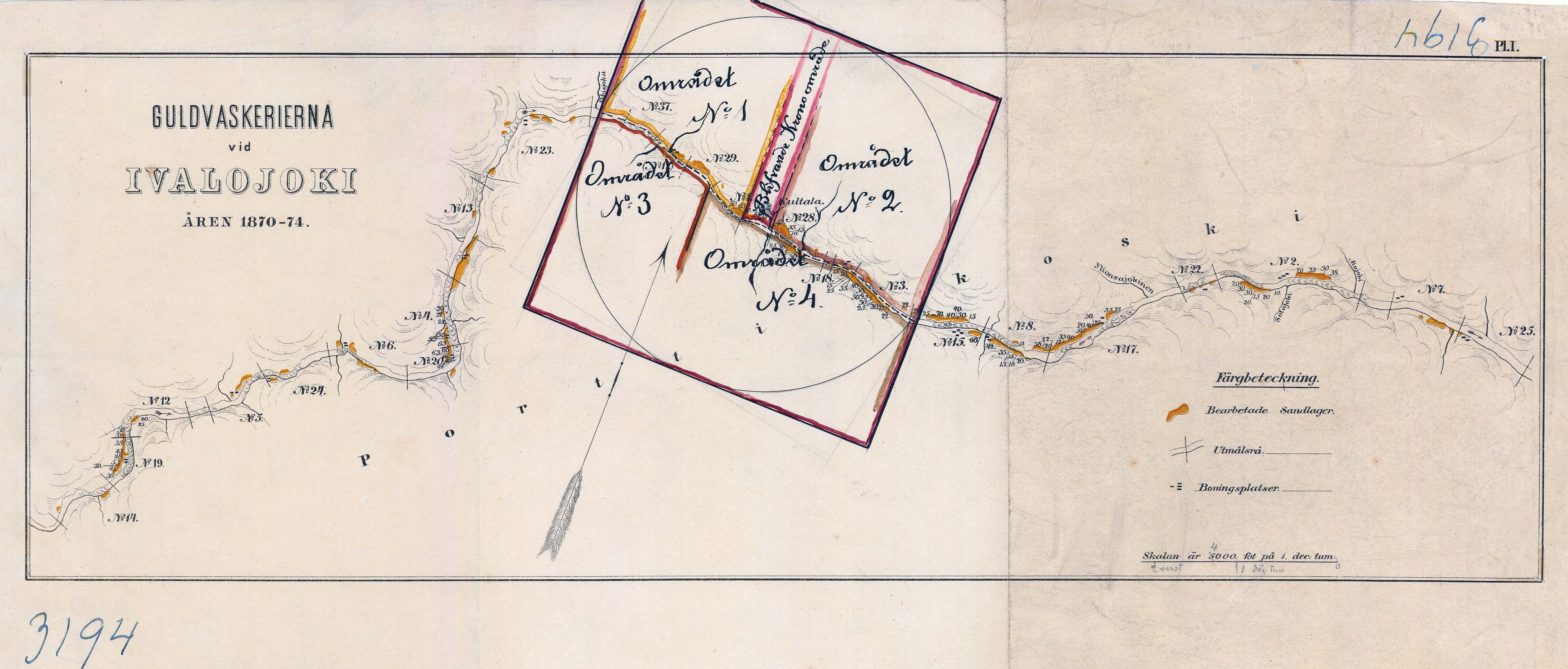
Un début de cartographie des secteurs riches or en 1870 autour de la rivière d'Ivalo

#### Tout une organisation
Sur les rives, certains endroits étaient plus riches en or que d’autres. Très vite des cartographies de rendement sont établies, sectorisant près de trente zones souvent privatisées sous emprise d’industriels et d’exploitants. Par exemple, au début des la ruée vers l’or, le secteur 8 était réputé comme le plus fructueux.
L’affluence est telle que des quartiers sont mis en place par le gouvernement pour officialiser et pérenniser leur activité : Kultala dite « station de la couronne » (kulta voulant dire or en finnois). Il n’en reste que quelques maisons en bois dont certaines utilisées comme refuge touristique. D’autres sont les restes d’installations lors du tournage du film d’Åke Lindmand –  Lapin kullan kimallus (en français : les paillettes d'or de Laponie) – en 1999 retraçant cette période de ruée vers l’or, c'est notamment le cas à la confluence avec le Kyläjoki.

Anecdote : la station de Kultala a été utilisée en 1883 et 1884 par Selim Lemström pour étudier les aurores boréales.

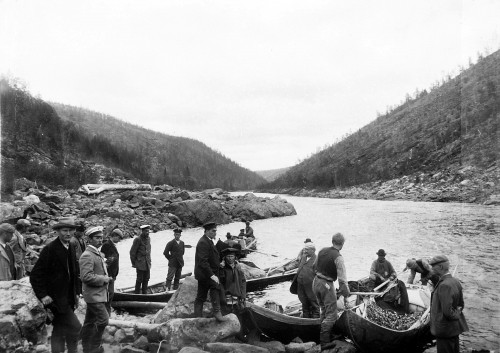
Cela fait longtemps qu'on s'y déplace en canoë-kayak. Ici une photo datée de 1898.
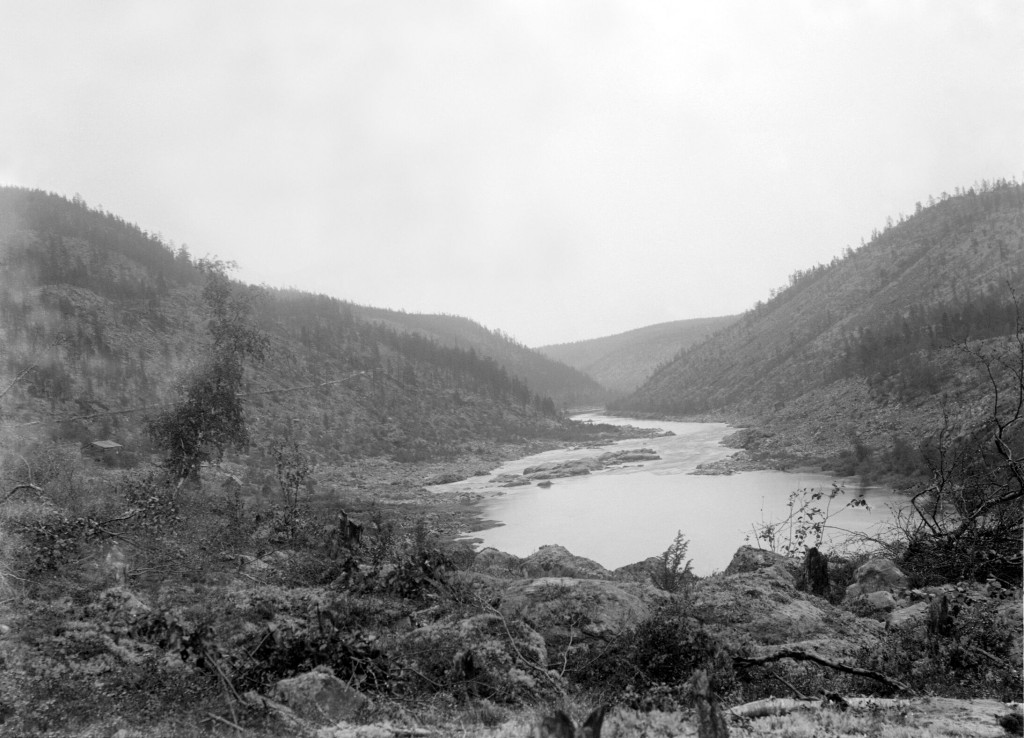
Kultula. Une station établie lors de la ruée vers l'or.
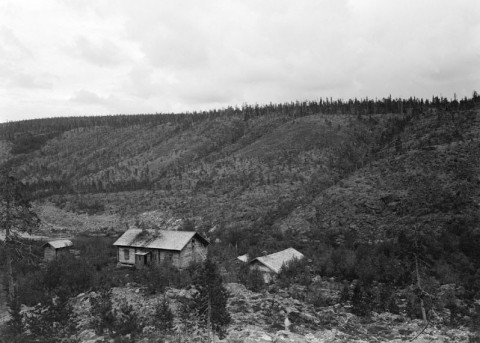
Kultula toujours. Photo datée de 1898.
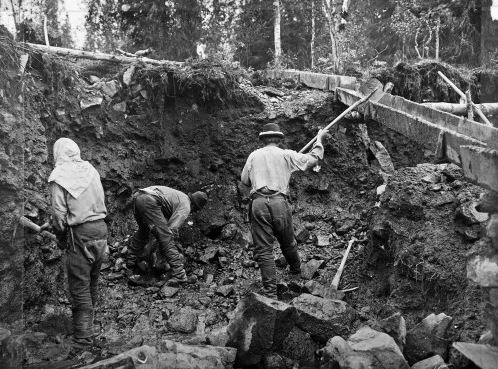
Orpailleurs à la rivière de Sota
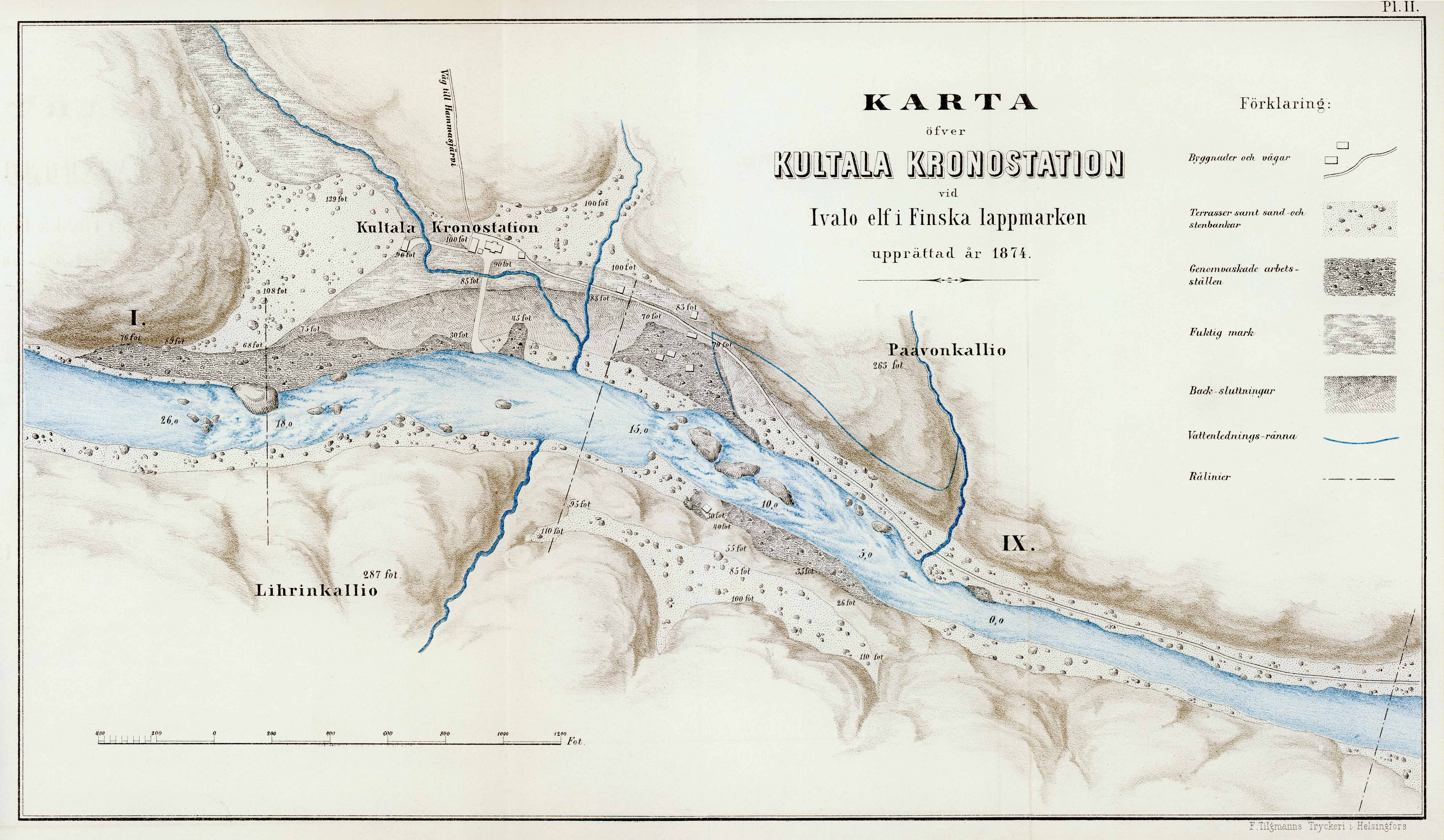
Carte de Kultala en 1874

#### La fin de la ruée
Dès le début des années 1870, les plus grandes entreprises récoltaient 10 kg d’or par an. Les ressources s’estompent rapidement, et sont trop peu suffisantes pour être rentables, stoppant la ruée vers l'or en cette rivière dans les années 1880. La plupart des entreprises font faillite. Les dernières grandes entreprises exploitant les mines d'or de l'Ivalojoki ferment les exploitations dans les années 1920. Selon une étude de l'ingénieur Wille Hahl faite en 1918, il y aurait encore au moins 13 000 kg d'or au fond et sur les rives de la rivière. Un siècle plus tard, occasionnellement, des amateurs d'orpaillage peuvent toujours se retrouver au bord du rivage.

#### Musée de l'or
Plus au sud de la rivière d’Ivalo, le musée de l’or Kultamuseo, à Tankavaara, retrace histoire locale de la ruée vers l’or dont ses outils et techniques. Mais pas uniquement. Depuis l'ouverture du musée sur ce patrimoine local en 1983, il s’ouvre petit à petit à toutes les exploitations d’or à travers le monde, à travers l’histoire et les cultures. Tout un village typique de la ruée vers l'or est reconstitué. Un lieu de rassemblement pour les chercheurs d’or amateurs où championnats d’orpaillage y sont notamment réalisés.